# РП-377ЛА «Лорандит»
РП-377ЛА «Лорандит» — російський малогабаритний багатофункціональний комплекс радіоконтролю, пеленгування та придушення РП-377Л і РП-377ЛА «Лорандит», який забезпечує пошук, визначення місцерозташування і радіопридушення радіоелектронних засобів УКХ радіозв'язку.
В залежності від вирішуваних завдань комплекси можуть об'єднуватися в систему з двох і більше комплексів РП-377Л або РП-377ЛА «Лорандит», один з яких виконує функцію пункту управління системою.
Це малогабаритні носимі (возимі) передавачі перешкод РП-377ВМ, призначені для придушення радіокерованих мінно-вибухових пристроїв.

## Загальні відомості
Розробник системи ЗАТ "НТП «НИИДАР- СФЕРА», м. Москва.
Комплекс РП-377ЛА «Лорандит» встановлюють на автомобілях підвищеної прохідності (тип автомобіля визначає замовник). Комплекс може використовуватися у польових умовах та середньопересіченої місцевості.

## Модифікації
- РП-377 А[4] — для дезорганізації системи управління військами та зброєю оперативних ланок ворога шляхом радіоелектронного придушення (РЕП).
- РП-377 Л — розміщується в двох кейсах і чотирьох брезентових сумках для переноски бойовим розрахунком із 2-3 чоловік.
- РП-377 ЛА «Лорандит»[2] — розміщують на автомобілях підвищеної прохідності.
- РП-377 ВМ[5]
- РП-377 УВМ1Л «Лесочек»[6]
- РП-377 ВМ1 (виконання 1, 2, 3)[7]
- РП-377 УВМ2
- РП-377 УВМ3

## Бойове застосування

### Російсько-українська війна
11 квітня 2014 р. стало відомо що комплекс було помічено в Криму на базі автомобіля УАЗ. Також 24 червня 2014 року в ростовській області була помічена колона російської військової техніки яка рухалася в бік України, в колоні були помічені також і РП-377ЛА «Лорандит».
02 квітня 2022 після відходу окупантів з території Чернігівської області було знайдено в повністю працездатному стані малогабаритний передавач перешкод РП-377УВМ1Л «Лесочек», який росіяни використовують для захисту свого транспорту від радіокерованих вибухових пристроїв. Виріб повністю комплектний, як трофейний зразок стоїть на обліку в одній з військових частин ОК Північ.
Українські військові захопили не менше одного комплексу РП-377ВМ в Харківській області під час вересневого контрнаступу 2022 року.
10 грудня 2023 підрозділ Птахи Мадяра 59 ОМПБр в околицях села Кринки з FPV-дрона знищив БТР-80 росіян з встановленим комплексом "Лорандит".
З 24 по 25 березня за 24 години 1 БрОП НГУ Буревій (Україна) знищив 2 одиниці «Лорандит» на ворожій техніці. Ворог використав підбиту техніку (БМП-3 та Т-80) для встановлення засобу РЕБ.